# Steve Kerr

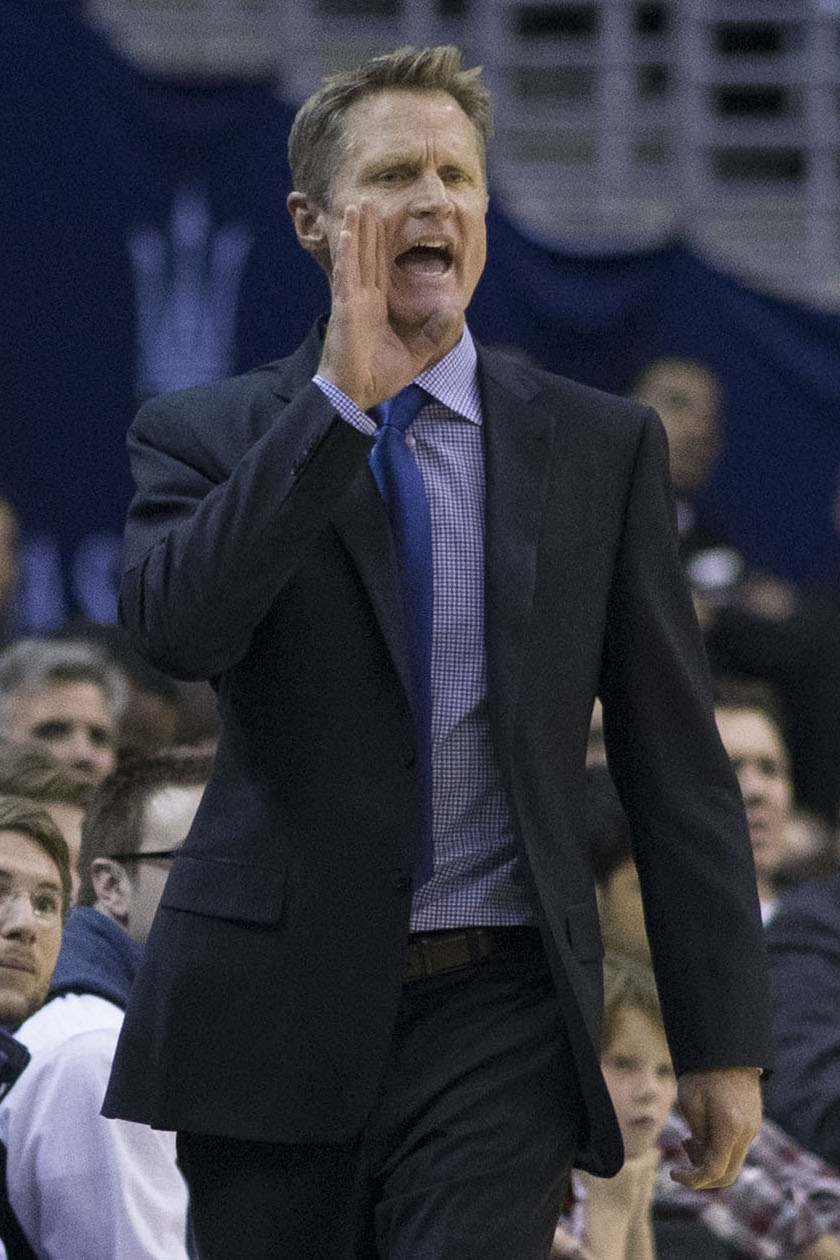
Steve Kerr 2015.

Stephen Douglas "Steve" Kerr, född 27 september 1965 i Beirut i Libanon, är en amerikansk professionell baskettränare och före detta basketspelare. Han är sedan 2014 huvudtränare för Golden State Warriors i NBA. Sedan 2021 är han dessutom huvudtränare för USA:s herrbasketlag. Som spelare var han point guard och var framgångsrik som trepoängsskytt.
Kerr var assisterande tränare i USA:s OS-basketlag som vann guld 2020. I december 2021 utsågs han till huvudtränare för USA:s herrbasketlag. Vid de olympiska sommarspelen 2024 i basket för herrar coachade Kerr det amerikanska laget till sin femte raka guldmedalj.

## Lag

### Som spelare
- Phoenix Suns (1988–1989)
- Cleveland Cavaliers (1989–1992)
- Orlando Magic (1992–1993)
- Chicago Bulls (1993–1998)
- San Antonio Spurs (1999–2001)
- Portland Trail Blazers (2001–2002)
- San Antonio Spurs (2002–2003)

### Som tränare
- Golden State Warriors (2014– )
- USA:s herrlandslag i basket (2021– )

## Meriter

### Som spelare
- 5× NBA-mästare (1996–1999, 2003)

### Som tränare
- 4× NBA-mästare (2015, 2017, 2018, 2022)
- NBA Coach of the Year (2016)
- 2× NBA All-Star Game-huvudtränare (2015, 2017)